# Feminismo cultural
El feminismo cultural es la opinión de que existe una «naturaleza» o «esencia femenina» e intenta revalorizar y redefinir los atributos atribuidos a la feminidad. También se utiliza para describir teorías que elogian diferencias innatas entre mujeres y hombres.

## Historia e ideas
A diferencia del feminismo radical o el feminismo socialista, el feminismo cultural no era una ideología ampliamente reclamada por los defensores, sino que era más comúnmente una etiqueta peyorativa atribuida por sus oponentes. Alice Echols, una historiadora feminista y teórica cultural, atribuye a Brooke Williams la aplicación del término "feminismo cultural" en 1975 para describir la despolitización del feminismo radical, lo que llevó a que las feministas académicas eligieran el término durante la década de 1990 para describir a varios individuos. Sin embargo, el término surgió ya en 1971, cuando Tor Bay, en una carta impresa en el periódico Off Our Backs, condenó a la revista literaria Aphra por "servir a la causa del feminismo cultural".  La feminista socialista Elizabeth Diggs, en 1972, usó la etiqueta "feminismo cultural" para aplicarla a todo el feminismo radical. En 1974, los editores de The Lesbian Tide preguntaron: "¿Es el separatismo una extensión lógica del feminismo cultural?". Como revelan estos variados usos, no existía una definición única del término entre las participantes en el movimiento de mujeres.
Aunque el término "feminista cultural" se aplica generalmente a individuos en la década de 1970, líneas de pensamiento similares se remontan a períodos anteriores. Jane Addams y Charlotte Perkins Gilman argumentaron que al gobernar el estado, la cooperación, el cuidado y la no violencia en la solución de conflictos sociales parece ser lo que se necesitaba de las virtudes de las mujeres. Josephine Donovan sostiene que la periodista y activista de los derechos de las mujeres del siglo XIX, Margaret Fuller, inició el feminismo cultural en su libro Woman in the Nineteenth Century (Mujer en el siglo XIX en español, de 1845). Hizo hincapié en el lado emocional e intuitivo del conocimiento y expresó una cosmovisión orgánica que es bastante diferente de la visión mecanicista de los racionalistas de la Ilustración.
Sin embargo, fue el argumento de Linda Alcoff en "Feminismo cultural versus posestructuralismo: la crisis de identidad en la teoría feminista" lo que llevó a la adopción generalizada del término para describir a las feministas contemporáneas, no a sus antecedentes históricos. Alcoff afirma que el feminismo cultural coloca a las mujeres en una posición excesivamente determinada, sobredeterminada por lo que ella ve como sistemas patriarcales. Ella sostiene que:

El hombre ha dicho que la mujer puede definirse, delinearse, capturarse, entenderse, explicarse y diagnosticarse a un nivel de determinación nunca otorgado al hombre mismo, que se concibe como un animal racional con libre albedrío.

Alcoff señala que "la revalorización feminista cultural interpreta la pasividad de la mujer como su tranquilidad, su sentimentalismo como su propensión a nutrir, su subjetividad como su autoconciencia avanzada".
Taylor y Rupp han argumentado que las críticas al feminismo cultural son a menudo un ataque a las feministas lesbianas. El estudio de caso de Suzanne Staggenbourg sobre Bloomington, Indiana, la llevó a concluir que la participación en actividades etiquetadas como feministas culturales "proporciona poca evidencia ... una disminución de la actividad política en el movimiento de mujeres".